# Matilde Pérez Palacio
Matilde Pérez Palacio Carranza (8 de septiembre de 1913 - 16 de agosto de 1992), política acciopopulista, sufragista, diputada peruana. Defendió los derechos cívicos, educativos, sociales y políticos de la mujer. Pertenece a la primera generación de parlamentarias peruanas.

## Biografía
Hija de Enrique Pérez Palacio y Matilde Carranza Valdez. Estudio en el Colegio Sagrados Corazones Belén de Lima. Entre 1934 y 1942 estudió las carreras de Filosofía, Historia, Letras, Derecho, Geografía y Pedagogía en la Pontificia Universidad Católica del Perú (PUCP).
Fundó y dirigió el Instituto Femenino de Estudios Superiores de la PUCP y el Instituto de Periodismo (luego EPUC, Escuela de Periodismo) de la PUCP (desde 1945 hasta 1972), incorporando como docente a Sebastián Salazar Bondy cuando él tenía apenas 22 años. Pionera del periodismo peruano, logró el reconocimiento -por ley- de la carrera de periodismo. Fue Directora de la Junta de Asistencia Nacional - JAN (Hoy, Instituto Nacional de Bienestar Familiar - INABIF), institución autónoma estatal de apoyo social y formativo a niños y madres de escasos recursos económicos. Fue representante del Perú ante la UNESCO.

## Diputada
Fue elegida diputada por Lima por el Frente Nacional de Juventudes Democráticas (FNJD) en las primeras elecciones peruanas que permitieron la participación femenina (1956). Con el partido político Acción Popular -sucesor del FNJD- fue reelegida diputada en 1963. Asimismo, logró ser elegida senadora en las elecciones generales de 1962 que fueron anuladas por el gobierno militar por lo que nunca tomó posesión de dicho cargo. Impulsó proyectos para protección de madres solteras y niños desamparados promoviendo reformas legislativas consecuentemente, tales como la modificación del Código Penal sancionando hasta con prisión efectiva a los padres que no contribuyesen al sostenimiento de sus hijos.
Falleció soltera el 16 de agosto de 1992 a los 78 años en la antigua Clínica Italiana de San Isidro.